# Волевачі (рід)
Волевачі — український шляхетський рід.

## Історична згадка
При створенні реєстру українських козаків у другій половині XVI сторіччя вперше згадується Тихін Волевач зі «старовинної покозаченої шляхти», що мешкав у Чигирині та мав у родовому володінні земельну власність на Лівобережжі Дніпра.
Багато з цих володінь позначаються ним як «предківські» (тобто придбані як мінімум прадідом), деякі були куплені його дідом Яковом Волевачем близько 1480 року біля якогось Івана Безмольного — усі володіння Тихона складалися з сіл, хуторів, сінокосів і лісових ділянок на досить великій площі. 
Його син, Іван Волевач (1585? — 1653?) обозний Війська Запорозького і учасник повстання Богдана Хмельницького, залишив після себе заповіт зі списком свого майна, тому є найвидатнішим членом роду. 
В середині XVIII століття згадується онук Івана, Антон Волевач, якому дісталися землі, придбані ще Тихоном Волевачем. Згідно з історичними фактами, землі між Дніпром, Цибульником і Інгульцем до 1390-х років були практично «диким полем» і перебували під владою кочівників аж до завоювання їх Вітовтом.

## Походження роду
Цілком ймовірно, Волевачі належали до нетитулованої православної знаті Великого Князівства Литовського. На це вказує факт придбання земель у другій половині XV століття, і їх успадкування, коли організоване українське (запорізьке) козацтво ще не існувало. 
До того ж, спадкове володіння землями було правом бояр, а діти «зем'ян», що отримували свої наділи від великого князя, не мали права успадковувати їх від своїх пращурів без спеціального пожалування. 
Це дає привід припустити, що Волевачі як і багато «козацьких родів» походили з дрібного боярства, яке до XV століття становило головну частину знаті колишніх південноруських князівств.
У XIV-XV століттях на формальній території Київського князівства, а також Чернігівського і Переяславського основну масу шляхти складали бояри, дрібні землевласники і васали князя, що отримали землі в якості «вотчини». 
У XV столітті у зв'язку зі зростаючим польським впливом багато хто з бояр не визнавався як знать, що в XVI столітті і спричинило відхід багатьох із них на південь до Дикого Поля і утворення організованого українського козацтва. Примітно що запорізьке козацтво, всупереч загальноприйнятій думці про його стихійну освіту, із втікачів містила у своїх лавах досить високий відсоток знаті.
Згідно із В. Модзалевським нині головна гілка спадкоємців вважається згаслою, оскільки у правнука Антона, Івана Васильовича Волевача (народ. у 1806) не було синів. 
Побічні гілки роду, згадані В. Л. Модзалевським в окремому списку і проживали до розпаду Російської імперії (1917) головним чином на Чернігівщині і, як правило, були чиновниками, військовими, вчителями і священиками. 
Після 1917 значна частина нащадків даних гілок емігрувала за кордон.

## Відомі представники
- Неоніла Волевач — відома оперна співачка[2].
- Іван Волевач був Переяславським повітовим предводителем дворянства з 1856 по 1859
- У жовтні 1933 Костянтин Волевач був затверджений головою Луганської міської ради депутатів трудящих.

## Інші представники
- Яків Волевач — купив у Івана Безмовного пасіку в Мотронині з сіножатями і орним полем.
- Федір Волевач — володів в Мотронині пасікою і ґрунтами.
- Тихін Волевач — козак Чигиринський (1600); володів: двором в Чигирині (де і жив), пасікою "на Чутці" і хутором, пасікою в Мотронині, хутором "на Березовці", Волевацькими байраками та іншими дрібними грунтами (1600); його духовний заповіт був складений 8 серпня 1600. яким він розподілив свої маєтки між дітьми.
- Марія Волевач (1600).
- Антон Волевач — згадується в 1600; реєстровий козак Чигиринської сотні (1649). Помер до 1650.
- Андрій Волевач — згадується в 1600 р .; помер до 1650 бездітним.
- Іван Волевач — згадується в 1600; ""значный рейстровый козак и обиватель меский Чегринский" (1615); реєстровий козак Чигиринської сотні (1649); в 1650 був посланий Богданом Хмельницькимна Волощину; обозний Війська Запорозького (1650); обиватель Чигиринський (1650); володів маєтками після братів, двором в Чигирині, хутором, винницею, броварнею, млинами на Ірпені і Суботівці, пасікою із бджолами, Барабашевськими угіддями, які він отримав від Богдана Хмельницького за військові служби; крім того, мав: хутір на Шабельниках і пасіку на Опанасівці; 5 березня 1615 купив у козака Чигиринського Максима Плаского ліс із грунтами; 26 вересня 1650 купив у вдови, Чигиринської козачки Хведори Андріївої пасіку з лісом по річці Макарівці і сінокіс по Інгульцю; його духовний заповіт був складений 2 листопада 1650.
- Параска Волевач — за заповітом чоловіка отримала з сином Яковом двір в Чигирині, хутір, винницю, броварню, млини на Ірпені і Суботівці, а також пасіку із бджолами.
- Яким Волевач його опікуном був у 1650 Іван Волевач, за заповітом якого отримав: "десять кобил з жеребцем лядським і тисячу кіп грошей".
- Яків Волевач, згадується 1650; військовий товариш.
- Марія Волевач, за заповітом батька (1650) отримала: хутір на Шабельниках, пасіку на Опанасівці, десять фунтів срібла і 5000 коп доброї монети грошей".

За (1650) Гаврилом Коробкою, який отримав за заповітом тестя "двадцять кобил з жеребцем гнідим турецьким".
- Антон Волевач, на службі з 1700 значковим товаришем; служив десять років сотником; з 1721 по 1738 - осавул полковий Миргородський; був у походах: під Печерами, Несвіжем, Ляховичами, у Полтавській битві, в Сулаку, на Царичанської лінії, в Криму, під Азовом; підписав Коломацькі статті Павла Полуботка (1723); за указом Сенату від 30 грудня 1737 його усунуто з посади "за зроблені ним зухвалості"; 31 травня 1738 році отримав абшіт з  Генеральної Військової канцелярії; помер до 1760.
- Дмитро Волевач (народ. 1738); на службі з 28 червня 1760 року - військовим товаришем; 30 червня 1779 — сотник Воронковський на місці звільненого Матвія Сулими; потім служив у Тверському карабінерному полку; ротмістр у відставці (1798). Переяславський повітовий предводитель дворянства. За ним у Переяславському повіті, в с. Воронкове, Рогозові и Соснівці чол. статі — 69, жін. статі — 58 душ; жил у с. Рогозів (1798).
- Тетяна Берло (народ. 1740), донька бунчукового товариша.
- Василь Волевач (народ. 1772); 1 січня 1784 — на статській службі: 11 липня 1789 - протоколіст; 11 липня 1790 — хорунжий піших стрільців; 28 серпня 1792 — підпоручик; був у поході 1793 в Польщі; служив у Севському піхотному полку; 11 жовтня 1795 — поручик у відставці. - За ним в с. Рогозів чол . статі — 80 душ; жив у Рогозові (1806); за ним в Переяславському і Козелецькому повітах — 50 душ і 500 десятин землі (1830).
- Іван Волевач (народ. 14 жовтня 1806) в с. Рогозів, Переяславського повіту; хрещений батько корнет Іван Берло; 24 лютого 1823 — на службі юнкером 19-го єгерського полку; 24 лютого 1824 — портупей-юнкер; 11 січня 1827 — в Інгерманландському гусарському полку; 16 липня 1828 — корнет Охтирського гусарського полку; був у походах: в Туреччині, при Шумлі, де поранений кинджалом у вказівний палець правої руки (31 травня, за що отримав 5 жовтня орден Святої Анни 4-го ступеня); 1 травня 1830 — поручик у відставці; те ж саме у 1859; Переяславський повітовий предводитель дворянства (1856-1859).
- Анастасія Волевач — за нею в Козелецькому повіті чол. статі — 67, жін. статі — 67 душ (1832); померла до 1832. За Василем Бутовичем, підкоморієм Переяславського повіту (1832).
- Анастасія Волевач, (народ. 22 жовтня 1838) в с. Рогозів; хрещені батьки: вдова корнета Івана Берла — Олена Степанівна та поручик Іван Петрович Ловцов.
- Марія Волевач (народ. 24 травня 1841 на хуторі Рочковському (?) Прилуцького повіту).
- Анна Волевач (народ. в серпні 1844 в с. Рогозів); хрещена мати — поміщиця села Безуглівка, Пирятинського повіту, Єлизавета Сулима.
- Софія Волевач (народ. 7 липня 1850 с. Рогозів.
- Іоанн Волевач, священник в Острі (1738).
- Іван Волевач, військовий товариш, підписав наказ Гадяцького, Миргородського та Полтавського шляхетства в Комісію зі складання проекту нового Положення (1767).
- Роман Волевач (народ. 1766; 28 січня 1779 — на статській службі; з 1779 по 1782 — полковий Гадяцької канцелярії; з 1782 по вересень 1783 — у Зіньківському повітовому суді; був при розмежуванні Чернігівської губернії; 21 квітня 1784 — в Чернігівському намісницькому правлінні; 26 січня 1789 — повитчик Чернігівського верхнього земського суду; 29 січня 1798 — секретар Гадяцького нижнього земського суду; те ж саме в 1807 — 26 липня 1781 — полковий канцелярист; 2 травня 1785 — колезький канцелярист; 7 березня 1788 — колезький протоколіст; 31 грудня 1795 — губернський секретар; 31 грудня 1799 — колезький секретар; те ж саме в 1804; колезький асесор, Воронезький губернський стряпчий кримінальних справ (1809-1812).
- Леонтій Волевач (народ. 1798.
- Опанас Волевач (народ. 1799).
- Уляна Волевач (народ. 1794).
- Микола Волевач, наказний стихарний паламар Остерської Іоаннівської церкви (1831-1833).
- Василь Волевач, капітан, засідатель Кременчуцького нижнього земського суду (1803).
- Гаврило Волевач, штабс-ротмістр, в 1819 мав справу в 1 відділенні 3-го департаменту Урядового Сенату про маєток  зі штабс-капітаншою Ганною Федровською.
- Іван Волевач, "атестований канцелярист генерального суду" (1760).
- Петро Волевач, возний сотні Потоцької (1768).
- Іван Волевач (народ. близько 1741); військовий товариш у відставці, за ним Катеринославського намісництва в  Потоці і Переяславського у Соснівці обох статей — 95 душ (1786).
- Анастасія Гулак, донька бунчукового товариша. У них діти: Гаврил (народ. близько 1771), Яків (народ. близько 1776), Пелагея (народ. близько 1769), Олександра (народ. близько 1774), Уляна (народ. близько 1781).

## Цікаві факти
Село «Волевачі» ,https://uk.wikipedia.org/wiki/Волевачі?wprov=sfla1Козелецького району Чернігівської області названо на честь прізвища його колишніх власників з роду Волевачів. Згідно із джерелами, ним володів Антон Волевач, будучи осавулом Переяславського полку, адміністративним центром якого було місто Остер.